# Johanna Rolland

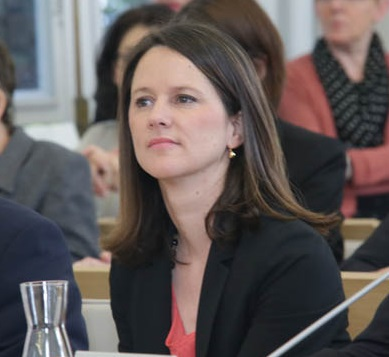
Johanna Rolland

Johanna Rolland (geboren am 11. Mai 1979 in Nantes (Loire-Atlantique)) ist eine französische Politikerin (Parti socialiste).
Sie wurde 2008 Stellvertreterin des Bürgermeisters von Nantes Jean-Marc Ayrault und 2011 Generalrätin des Départements Loire-Atlantique für den Kanton Dervallières. Nachdem Jean-Marc Ayrault 2012 zum Premierminister ernannt worden war, folgte sie dem neuen Bürgermeister von Nantes, Patrick Rimbert, als erste Stellvertreterin.
Nach den Kommunalwahlen im März 2014 wurde sie zur Bürgermeisterin von Nantes gewählt. Damit ist sie die erste Frau an der Spitze dieser Stadtverwaltung. Gleichzeitig wurde sie Präsidentin von Nantes Métropole. Bis 2016 war sie außerdem Vorsitzende des Eurocities-Netzwerks.
Nach den Wahlen im Juni 2020 gewann sie eine zweite Amtszeit im Rathaus und in der Metropole. Kurz darauf wurde sie zur Präsidentin von France Urbaine befördert und ist damit die zweite Frau, die einem französischen Verband von Gebietskörperschaften vorsteht.

## Privates
Ihre Mutter war Lehrerin an einer Privatschule, ihr Vater Bankangestellter und Gewerkschafter. Von ihm erbte sie ihre politischen Überzeugungen. Sie ist die älteste von drei Schwestern. Sie ist verheiratet und Mutter von zwei Kindern.

## Ausbildung und beruflicher Werdegang
Rolland besuchte die staatliche Schule in Vertou (Collège Jean Monnet) und anschließend in Nantes (Lycée Les Bourdonnières). 1997 schloss sie ihr Studium mit einem wissenschaftlichen Abitur (Baccalauréat scientifique) ab. Anschließend besuchte sie die Vorbereitungsklassen Hypokhâgne und Khâgne am Lycée Gabriel-Guist'hau und anschließend das Institut d'Études Politiques de Lille, wo sie 2001 ihren Abschluss in der Abteilung „Politik und Gesellschaft“ machte. Anschließend erwarb sie an der Universität Pierre Mendès-France (Grenoble II) einen Masterabschluss im Fach „développement local de la Ville“ (lokale Stadtentwicklung).
Parallel dazu engagierte sie sich im Vereinswesen (Trainerin einer Basketballmannschaft in Vertou) und im humanitären Bereich (internationale Kooperationsprojekte in Bosnien und Herzegowina und Südafrika).
Im Jahr 2002 wurde sie von der Stadt Le Creusot (Saône-et-Loire) als Beauftragte für partizipative Demokratie in einem Stadtteil, der sich in der Stadterneuerung befindet, und für die Einrichtung von Stadtteilräten eingestellt. 2004 absolvierte sie die Prüfung zur Gebietsattaché und wurde bei dieser Gelegenheit zur Leiterin der Abteilung „Stadtpolitik“ ernannt. Kurz darauf kehrte sie nach Nantes zurück, wo sie als parlamentarische Attachée von Jean-Marc Ayrault eingestellt wurde,.

## Politischer Werdegang

### Die Anfänge
2008 wurde sie in den Gemeinderat von Nantes gewählt und zur stellvertretenden Bürgermeisterin für Bildung und Jugend ernannt. Sie führte verschiedene Maßnahmen ein: Schaffung eines städtischen öffentlichen Dienstes für Schul- und Bildungsbegleitung, Verbesserung der Schulverpflegung, Einführung des Jugendfestivals Spot. 2011 wurde sie mit 69 % der Stimmen zur Generalrätin des Kantons Nantes-11 (Stadtteil Dervallières – Zola) gewählt, wobei die Wahlbeteiligung sehr hoch war.
Im Juni 2012 wurde Jean-Marc Ayrault zum Premierminister ernannt, während sein erster Stellvertreter Patrick Rimbert sein Nachfolger im Amt des Stadtoberhaupts wurde. Der Stadtrat ernannte daraufhin Johanna Rolland zur neuen ersten Stellvertreterin, die für Bildung, Jugend, städtische Großprojekte und Stadtplanung zuständig war. Sie arbeitete an verschiedenen städtebaulichen Projekten: dem großen Stadtprojekt Malakoff, dem großen Gesamtprojekt Bellevue, der Île de Nantes und dem Quartier de la Création (Kreativviertel).

### Bürgermeisterin von Nantes
Im Mai 2013 kündigte Patrick Rimbert an, er werde sich im Hinblick auf die Kommunalwahlen im März 2014 nicht um ein weiteres Mandat als Bürgermeister bewerben. Rolland wurde daraufhin von ihrer Parteiorganisation auf den ersten Platz der sozialistischen Liste gesetzt. Im zweiten Wahlgang am 30. März 2014 erreichte die von ihr angeführte linke Liste mit 56,21 % der Stimmen die absolute Mehrheit und gewann 51 der 65 zu vergebenden Sitze im Gemeinderat, sowie 38 der 48 Sitze von Nantes im Gemeinschaftsrat von Nantes Métropole, der nach dem neuen MAPAM-Gesetz nun 97 Mitglieder zählt. Am 4. April 2014 wählte der neue Stadtrat, der aus der Wahl hervorgegangen ist, sie zur neuen Bürgermeisterin. Am selben Tag trat sie von ihrem Mandat als Generalrätin zurück. Sie ist damit die erste Frau, die diese Stadt leitet.
Am 16. April 2014 wurde sie mit 61 Stimmen zur Präsidentin von Nantes Métropole gewählt, gegen 35 Stimmen für den Bürgermeister von Sainte-Luce-sur-Loire Jean-Guy Alix, der als Kandidat von den gewählten Vertretern der Rechten und des Zentrums aufgestellt worden war. Am 26. Mai 2014 wurde sie zur Präsidentin der Metropole Nantes – Saint-Nazaire ernannt.
Am 7. November 2014 wurde sie zur Präsidentin des Eurocities-Netzwerks gewählt. Dieses Mandat endete 2016. Heute ist sie weiterhin Mitglied des Exekutivausschusses des Netzwerks.
Rolland unterstützte Manuel Valls bei der Bürgervorwahl 2017. Im Hinblick auf die zweite Runde der Präsidentschaftswahlen 2017 rief sie dazu auf, Emmanuel Macron zu wählen, während sie anlässlich des ersten Wahlgangs zur Wahl von Benoît Hamon aufgerufen hatte. 2018 unterstützte sie auf dem Parteitag von Aubervilliers die Kandidatur von Olivier Faure.
Im Juli 2018 wurden ihr Auto und etwa 50 andere Fahrzeuge am dritten Tag in Folge angezündet, als es in mehreren Stadtvierteln von Nantes zu Ausschreitungen kam, nachdem ein „junger Mann“ bei dem Versuch, einer Polizeikontrolle zu entkommen, ums Leben gekommen war.
Bei der Europawahl 2019 unterstützte sie die Kandidatur von Raphaël Glucksmann.
Nach dem Sieg ihrer Liste im zweiten Wahlgang der Kommunalwahlen 2020 wurde Johanna Rolland am 3. Juli vom Stadtrat erneut zur Bürgermeisterin von Nantes gewählt.
Am 24. September 2020 wurde sie zur Präsidentin von France Urbaine gewählt, einer Vereinigung von gewählten Vertretern, in der die französischen Großstädte, Metropolen, Stadt- und Agglomerationsgemeinschaften zusammengeschlossen sind. Im März 2021 wurde sie zur Sprecherin der Sozialistischen Partei im Hinblick auf die Präsidentschaftswahl 2022 ernannt.
Im September desselben Jahres wurde sie die Wahlkampfleiterin von Anne Hidalgo, der Kandidatin der sozialistischen Partei für die Präsidentschaftswahlen, die im ersten Wahlgang mit 1,75 % der Stimmen ausschied. Im Spätsommer desselben Jahres gab Johanna Rolland das Projekt „Arbre aux hérons“ auf. Im Herbst geriet die Stadt Nantes im Zusammenhang mit Unsicherheit landesweit in die Medien.

## Die Wahlergebnisse

### Kantonalwahlen
| Wahljahr | Partei | Partei | Kanton    | 1. Wahlgang | 1. Wahlgang | 1. Wahlgang | 2. Wahlgang | 2. Wahlgang | 2. Wahlgang | Ergebnis |
| Wahljahr | Partei | Partei | Kanton    | Stimmen     | %           | Rang        | Stimmen     | %           | Ergebnis    | Ergebnis |
| -------- | ------ | ------ | --------- | ----------- | ----------- | ----------- | ----------- | ----------- | ----------- | -------- |
| 2011     |        | PS     | Nantes-11 | 1.709       | 41,46       | 1.          | 2.698       | 69,14       | 1.          | gewählt  |

### Kommunalwahlen
| Wahljahr | Liste  | Liste | Gemeinde / Stadt | Position     | 1. Wahlgang | 1. Wahlgang | 1. Wahlgang | 2. Wahlgang | 2. Wahlgang | 2. Wahlgang | Sitze |
| Wahljahr | Liste  | Liste | Gemeinde / Stadt | Position     | Stimmen     | %           | Rang        | Stimmen     | %           | Rang        | Sitze |
| -------- | ------ | ----- | ---------------- | ------------ | ----------- | ----------- | ----------- | ----------- | ----------- | ----------- | ----- |
| 2014     |        | UG    | Nantes           | Spitzenplatz | 33.201      | 34,51       | 1.          | 51.990      | 56,21       | 1.          | 65    |
| 2020     | 22.713 | UG    | Nantes           | Spitzenplatz | 31,36       | 1.          | 34.107      | 59,67       | 1.          | 69          |       |

## Funktionen und Mandate

### Im kommunalen Bereich
- 2008–2012 : Stellvertreterin des Bürgermeisters von Nantes, Jean-Marc Ayrault, mit dem Aufgabenbereich Bildung und Jugend.
- 2012–2014 : 1. Stellvertreterin des Bürgermeisters von  Nantes, Patrick Rimbert, mit dem Aufgabenbereich Bildung, Jugend und städtebauliche Großprojekte.
- Seit 4. April 2014 : Bürgermeisterin von Nantes.

### Interkommunale Mandate
- Seit 16. April 2014 : Präsidentin von Nantes Métropole.
- Seit 26. Mai 2014 : Präsidentin von  Pôle métropolitain Nantes – Saint-Nazaire.

### Kantonale Mandate
- 2011–2014 : Départementrätin, gewählt für den canton de Nantes-11 (Quartier Dervallières – Zola).

### Weitere Aufgaben
- 2014–2016 : Präsidentin von Eurocities.
- Seit 24. September 2020 : Präsidentin von France urbaine.